# Kilocaloría por mol
La kilocaloría por mol es una unidad para medir una cantidad de energía por número de moléculas, átomos u otras partículas similares. Se define como una kilocaloría de energía (1000 gramos de calorías termoquímicas) por mol de sustancia, es decir, por el número de partículas de Avogadro. Se abrevia "kcal/mol" o "kcal mol−1". Como se mide típicamente, un kcal/mol representa un aumento de temperatura de un grado Celsius en un litro de agua (con una masa de 1 kg) como resultado de la reacción de un mol de reactivos. 
En unidades SI, una kilocaloría por mol es igual a 4.184 kilojulios por mol, o 6.9477×10−21 julios por molécula, o 0,043 eV por molécula. A temperatura ambiente (25 °C, o 298,15 K) es igual a 1.688 <i id="mwGA">kT</i>. 
A pesar de que no es una unidad SI, la kilocaloría por mol todavía se usa ampliamente en química para cantidades termodinámicas tales como energía libre termodinámica, entalpía de vaporización, entalpía de fusión y energía de ionización, debido a la facilidad con la que puede se calculada en función de las unidades de medida típicamente empleadas para cuantificar una reacción química, especialmente en solución acuosa. Típicamente pero no exclusivamente, kcal/mol se usan en los Estados Unidos, mientras que kJ/mol se prefiere en otros lugares.